# Хангерфорд, Томас (спикер)
Сэр Томас де Хангерфорд (англ. Sir Thomas de Hungerford; ум. 3 декабря 1397) из замка Фарли — первый человек, записанный в ролях парламента Англии как занимающий должность спикера палаты общин Англии, хотя эта должность существовала и до его пребывания на посту.

## Происхождение
Хангерфорд был сыном Уолтера де Хангерфорда из Хейтсбери, Уилтшир, трижды депутата парламента от Уилтшира в 1331/2, 1333/4 и 1336 годах. Его мать была Элизабет ФицДжон, дочерью и наследницей сэра Адама ФицДжона из Черхилла в Уилтшире. Семья Хангерфордов обосновалась в Уилтшире как минимум с XII века.

### Дядя
Дядей Томаса был Роберт Хангерфорд (ум. 1355), депутат парламента от Уилтшира в 1316 году и комиссар по расследованию владений Диспенсеров после их осуждения в 1328 году. Пожертвовал много земли госпиталю в Кэлне в память о своей первой жене Джоан, а также церкви Хангерфорда в Беркшире и другим религиозным учреждениям. Был похоронен в 1355 году в церкви Хангерфорда, где долгое время над его могилой существовал сложный памятник. Надпись в его память сохранилась в церкви. Его второй женой была Гева, вдова Адама де Стокке, но у него не было потомства.

## Карьера
Хангерфорд был шерифом Уилтшира с 1355 по 1360 год и несколько раз служил депутатом парламента от Уилтшира: в апреле 1357 года, в 1360, 1362, январе 1376/77, дважды в 1380, в 1383, 1384, 1386, январе 1389/90 и в январе 1392/93 годов. Он также был депутатом парламента от Сомерсета в 1378, 1382, 1388 и 1390 годах. Он был избран от обоих округов в 1384 и январе 1389/90 годов. В феврале 1375 года он был посвящён в рыцари. Хангерфорд был тесно связан с Джоном Гонтом и некоторое время исполнял обязанности управляющего его двора.
Благодаря влиянию Гонта, в январе 1376/77 года, на последнем парламенте Эдуарда III (так называемом "Плохом парламенте"), он был избран спикером палаты общин. Согласно ролям парламента (ii. 374), Хангерфорд "avait les paroles pur les communes d'Angleterre en cet parliament" ("[он] говорил за общины Англии в этом парламенте"). Таким образом, он является первым человеком, формально упомянутым в ролях парламента как занимающий должность спикера. Сэр Питер де ла Мар занимал этот пост до него, но без официального титула, в "Хорошем парламенте" 1376 года.
В 1380 году Хангерфорд был назначен лесничим Селвуда. В 1369 году он купил у Уолтера Пэйвели, по праву Барона Бергерша, поместье Фарлей Монфорт, ныне называемое Фарлей Хангерфорд, которое стало главной резиденцией его потомков, и в 1383 году получил лицензию на укрепление своего поместья, которое таким образом стало замком Фарлей. Примерно в 1384 году он вызвал подозрения у короля Ричарда II, который арестовал его, но Хангерфорд получил помилование и также подтверждение своих прав на свободную охоту в Фарлее.

## Личная жизнь
Он был дважды женат:
- В первый раз на Элеоноре Струг, дочери и наследнице сэра Джона Струга из Хейтсбери;
- Во второй раз на Джоан Хасси (ум. 1 марта 1412 года), наследнице сэра Эдмунда Хасси из Холбрука, от которой у него был один переживший его сын и наследник, тогда как три других сына умерли до него[9]:
  - Уолтер Хангерфорд, 1-й барон Хангерфорд (ум. 1449).

## Смерть и погребение
Хангерфорд умер в Фарлее 3 декабря 1397 года и был похоронен в часовне Святой Анны (часовня северного трансепта) в часовне Святого Леонарда, замка Фарлей Хангерфорд, где сохранилась его гробница с изображениями его самого и его жены. Его портрет был выполнен в витраже, изображённом в книге "Современная история Уилтшира" Ричарда Хоара, Хейтсбери Хандред, стр. 90.